# Рудки (Могилёвская область)
Рудки́ (бел. Рудкі) — упразднённый населённый пункт, бывший посёлок в составе Черноборского сельсовета Быховского района Могилёвской области Республики Беларусь.